# Nokia 7360
Il Nokia 7360 è un telefono cellulare prodotto dall'azienda finlandese Nokia e messo in commercio nel 2005. Il modello è stato lanciato sul mercato come parte della collezione "L'Amour Collection", insieme ai modelli 7370, 7373, 7380 e 7390.

## Caratteristiche
- Dimensioni: 105 x 45 x 18 mm
- Massa: 92 g
- Risoluzione display: 128 x 160 pixel a 65 000 colori
- Durata batteria in conversazione: 4 ore
- Durata batteria in standby: 330 ore (13 giorni)
- Memoria: 4 MB
- Infrarossi